# IPad

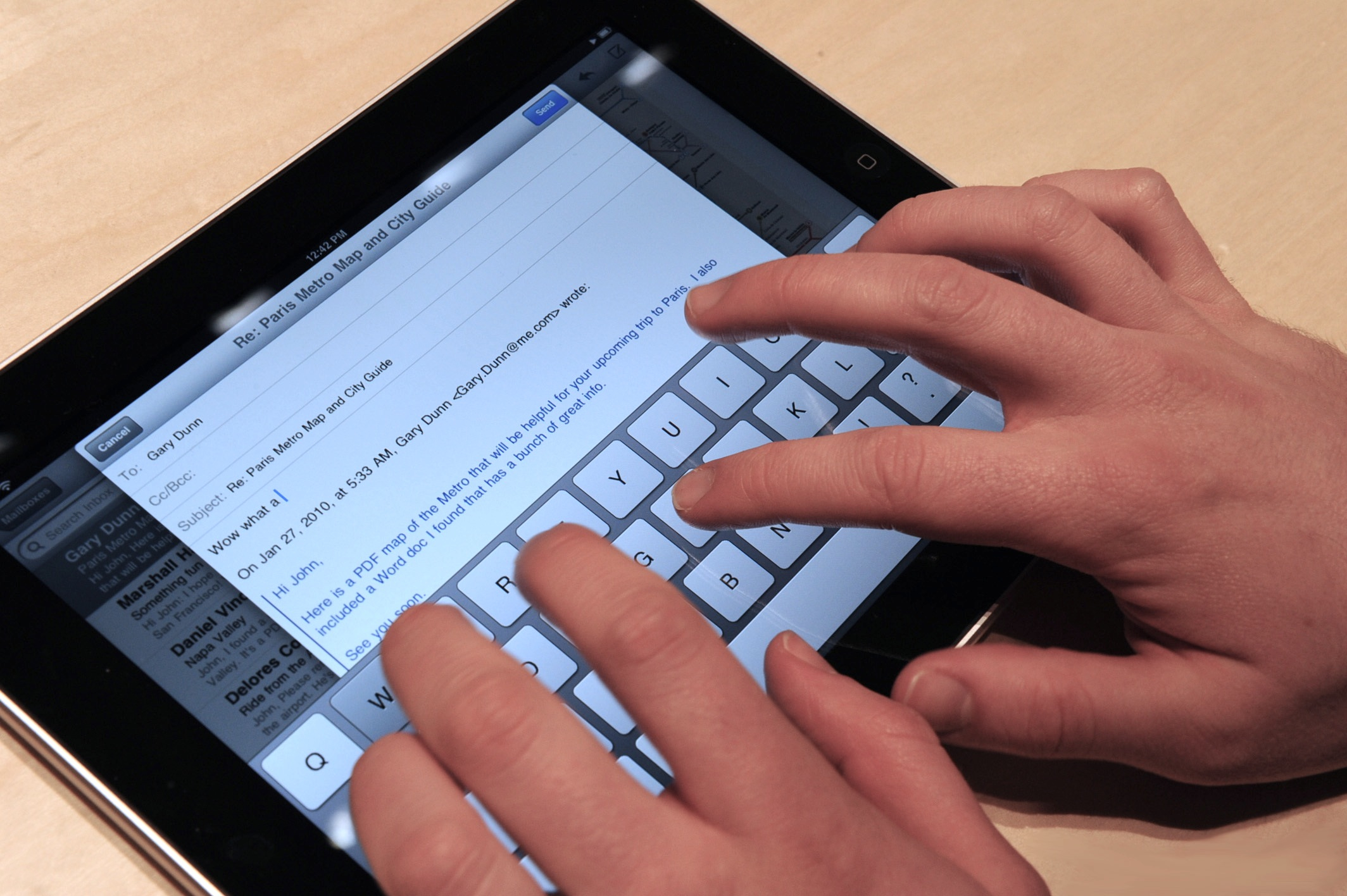
iPad în modul "Peisaj" cu tastatura afişată pe ecran

iPad este o marcă de calculator tabletă. Cuvântul se pronunță /ˈai.pæd/ (v. AFI).
Este portabil și mobil (mobil = conectabil la rețeaua de telefonie mobilă celulară GSM), fiind conceput, dezvoltat și pus pe piață de către compania americană Apple începând din aprilie 2010. Ca paletă de posibilități și funcțiuni se situează între PDA și netbook. Folosește același sistem de operare ca și intelifonul (smartphone) iPhone tot de la Apple, și anume iOS. Inițial au fost disponibile 2 modele de bază (numite "Wi-Fi" și "3G"), fiecare putând dispune de 16, 32 sau 64 GB de memorie de lucru înglobată. În prima săptămână de la introducerea sa pe piața americană vânzările au fost de aproximativ 600.000 de bucăți, fiind însă sub estimările analiștilor. Introducerea pe piața europeană a avut loc în mai 2010.
iPad-urile sunt fabricate de compania taiwaneză Foxconn.
Între timp și alți producători au scos pe piață calculatoare portabile de același gen, de tip constructiv „tabletă”, care fac concurență lui iPad.
La 11 martie 2011 compania Apple a scos pe piața americană modelul iPad 2, mai subțire, mai ușor și cu posibilități mai numeroase. Încă în prima zi au fost vândute mai mult de 300.000 de exemplare. Alte 25 de țări l-au pus în vânzare la 25 martie 2011. Producția viitoare ar putea fi afectată de Cutremurul din Tōhoku (2011), (Japonia), care a lovit și compania Toshiba, furnizoarea de memorie pentru iPad.
La 7 martie 2012 Apple a lansat pe piață un nou model, cel din generația a treia, care totuși nu poartă numele oficial iPad 3. De cele mai multe ori Apple îl numește „noul iPad”. Noul iPad se fabrică în total în 6 variante: ori cu Wi-Fi, ori cu Wi-Fi și 4G; fiecare din aceste 2 modele putând fi dotat cu 16, 32 sau 64 GB de memorie.

## Prima generație (iPad)
Cu el se poate printre altele naviga pe Internet fie printr-o rețea fără fir de tip Wi-Fi (WLAN), fie prin rețeaua celulară de telefoane mobile de tip 3G cum ar fi UMTS. Poate fi folosit și pentru e-mail. Alte scopuri pentru care a fost proiectat iPad-ul sunt: vizualizarea diverselor fișiere media (fotografii, videouri, muzică, hărți, cărți electronice ș.a.), jocuri și crearea de materiale publicabile de factură simplă pentru mass-media și/sau Internet.
Procesorul iPad-ului se numește Apple A4 și se pare că este fabricat de către compania sud coreeană Samsung. Frecvența procesorului de 1 GHz asigură iPad-ului o viteză mare la rezolvarea tuturor sarcinilor interne precum și la rularea aplicațiilor.
Memoria de lucru, de tip flash, este oferită în 3 variante: 16, 32 sau 64 GO.
Ecranul este de tip multi-touch (comenzile se dau prin atingerea ecranului într-unul sau mai multe puncte), ceea ce facilitează jocurile sau căutările pe Internet. Are o diagonală de 24,6 cm (9,7 țoli). În caz de necesitate poate fi folosită o tastatură virtuală, afișată pe ecran, dar există și o tastatură fizică, ce poate fi cumpărată ca accesoriu separat.
Pe iPad se pot utiliza aproape toate aplicațiile concepute pentru aparatele iPhone și iPod touch (numite în engleză „apps”), apărute pe piață mai demult, ca de exemplu iBooks ș.a.
Suportă standardul video H.264, adaptat fișierelor video de înaltă rezoluție (high definition, HD).
Oferă conectivitate prin Wi-Fi, Bluetooth, EDR, și în plus, pentru modelele 3G: GSM, EDGE, UMTS și HSDPA. În plus oferă și funcționalitate de localizare globală GPS.
Acumulatorii iPad-ului pot funcționa circa 10 ore cu o singură încărcare.
Dimensiuni: 243mm pe 190 mm, grosime 134 mm; greutate: 680 grame la modelul "Wi-Fi".

## Avantaje și dezavantaje
Printre avantajele acestui dispozitiv nou se numără:
- Este un calculator portabil mic și ușor.
- Calitatea imaginilor de pe ecran este extrem de ridicată; ecranul preia foarte fidel toate comenzile date prin atingere (tehnologia multi-touch).
- Multitudinea de posibilități de conectare la rețele (vezi mai sus la caracteristici) îi conferă o flexibilitate deosebită. Modelul 3G (mai scump) oferă conectivitate fără fir la Internet din orice punct unde există rețea celulară pentru telefonie mobilă împreună cu serviciile necesare.
- Durata mare de independență cu o singură încărcare a acumulatorilor
- Stăpânește formatele uzuale de fișiere, ca de exemplu .doc, .pps, .xls, .jpg ș.a.
- Pentru iPad există deja peste 1.000 de aplicații special concepute, disponibile contra cost în web în iTunes. În plus și circa 150.000 de aplicații, făcute inițial pentru iPhone, dar capabile să fie rulate și pe iPad.
- Suportul pentru execuția simultană a mai multor aplicații (engleză multitasking, implementat cu versiunea 4.2)

În ciuda faptului că în prima zi de la lansare au fost vândute peste 300.000 de exemplare, iPad nu a fost lipsit de critici, ca de exemplu:
- lipsa suportului pentru formatul Adobe Flash[1] pentru clipuri video.
- modelul "Wi-Fi" nu poate folosi drept telefon mobil obișnuit (totuși aplicațiile web de tip VoIP, cum ar fi Skype, funcționează)
- nu poate capta imagini, deoarece nu dispune de cameră foto/video sau webcam
- nu are "ecran lat" (cu proporția 16:9)
- nu dispune de interfețe de tip USB și Firewire, și nici de ieșire video
- seamănă de aceea mai curând cu un aparat de tip "appliance" (aparat mai mult sau mai puțin monolitic, nemodular, făcut pentru un scop predefinit), decât cu un calculator "adevărat", programabil, modular și flexibil la utilizare.

## A doua generație (iPad 2)
Față de prima generație, iPad 2 mai oferă:
- două camere de luat vederi (foto, video), una în față și una în spate
- viteză de calcul de până la 9 ori mai mare, datorată noului procesor dual Apple A5 și procesorului grafic nou
- cu 15 % mai ușor (fiind cu 33 % mai subțire)
- memoria cache de pe cipul procesorului: 512 MB (dublu decât la iPad-ul inițial)
- senzor suplimentar: giroscop

## A treia generație („iPad 3”)
A treia generație de iPad-uri a fost prezentată pentru prima dată publicului larg la 7 martie 2012, odată cu lansarea noului procesor dual Apple A5X. Totuși, „iPad 3” nu este un nume oficial al acestui model. Față de a doua generație iPad 3 oferă în plus:
- ecran de tip „Retina” cu rezoluția sporită la 2048 x 1536 px (3,1 milioane pixeli, mult mai mult decât standardul Full HD, FHD)
- cameră de luat vederi de tip iSight de 5 megapixeli (pe lângă camera de tip FaceTime)
- viteză de navigare în Internet mai mare, bazată pe noul standard de telefonie mobilă GSM numit 4G sau Long Term Evolution (LTE). Acest avantaj este însă atins doar la unele rețele de telefonie mobilă din SUA și Canada. Nu și în Europa, deoarece în Europa procedeele LTE funcționează pe alte frecvențe radio decât în SUA/Canada.

## A patra generație (iPad 4)
Este un iPad cu multe caracteristici în plus față de iPad 3, printre care:
- Noul procesor Apple A6X cu grafică Quad-Core mult mai performant decât A5X;
- Noul port proprietar de încărcare Apple Lighting;
- Noua cameră frontală FaceTime HD care acum poate face captură video 720p HD;
- Noul iOS (iOS 6);
- Antene Wi-Fi cu suport dual-band 2.4 și 5 GHz;

În rest a rămas ecranul Retina, design-ul simplist iPad (de la iPad 2 înainte), camera din spate iSight, s.a.m.d.

## iPad Mini
A fost lansat pe data de 2 noiembrie 2012, fiind primul iPad de 7.9 inch produs de Apple.
Acest iPad este de fapt o combinație dintre iPad 2 și iPad 4.
Ceea ce iPad Mini a păstrat de la iPad 2 este:
- rezoluția ecranului;
- procesorul.

Iar ceea ce a luat de la iPad 4:
- Camerele video;
- Portul Lighting;
- iOS 6;
- Antenele Wi-Fi.

Față de celelalte iPad-uri are în plus niște difuzoare stereo (ca la iPhone 5).